# Будиночок у Коломні
«Будиночок в Коломні», «Домик у Коломні» (рос. Домик в Коломне) — жартівлива поема російського поета Олександра Пушкіна. Написана в 1830 році Болдінською осінню (була закінчена 10 жовтня). Написана октавами, причому перші строфи присвячені металітературному обговоренню переваг цієї строфи.

## Персонажі
- Автор
- Вдова
- Параша — донька вдови
- Небіжчик — колишній чоловік вдови
- Мавра
- Знайомий, товариш
- Графиня
- Гвардійці
- Віра Іванівна — двоюрідна сестра Параші
- Гоф-фур'єр, її чоловік
- Кіт Васька
- Сусідка
- Фьокла — кухарка

## Сюжет
У петербурзькому предмісті Коломні жила вдова та її донька Параша. Після смерті кухарки Фьокли, Параша відправилася на пошуки нової кухарки і привела Мавру. У неділю вдова та її донька відправляються у церкву, вдова переймається, щоб Мавра нічого не вкрала з будинку. Вона, залишивши Парашу, відправилася додому, де застає Мавру за голінням. Вдова непритомніє, а Мавра (очевидно, переодягнений коханець Параші) тікає.

## Створення та публікація
Олександр Пушкін хотів надрукувати цю поему анонімно, але потім відмовився від цієї задумки, видаливши із друкованого варіанту пов'язані з цією темою строфи.
Чорнових варіантів поеми не збереглося, єдине рукописне джерело — так званий «Біловий автограф з поправками», який збережений у рукописному відділі Пушкінського Дому (ПД, ф. 244, оп. 1, № 905). Вперше надрукована у 1833 в альманасі «Новоселье» з не зовсім зрозумілим датуванням — 1829 роком.
У першій редакції 54 октави: 22 октави передмови, 30 октав основного тексту і 2 октави кінця. Завершений варіант складається із 40 октав. При публікації також був пропущений епіграф: «Modo vir, modo femina», Ovidius.

## Тлумачення
Як зауважив Дмитро Святополк-Мирський, «Будиночок в Коломні» являє собою останній досвід Пушкіна з вільним онєгінським віршем. При створенні поеми він орієнтувався не стільки на свій більш ранній досвід в жанрі жартівливій поеми, «Графа Нуліна» (1825), скільки на байронівський «Беппо».
Владислав Ходасевич відносив «Будиночок в Коломні» (як і більш ранній задум «Самотній будиночок на Василівському») до «замкнутого, нерозривного циклу» петербурзьких повістей Пушкіна про вторгнення потойбічної сили в повсякденне життя людини. На відміну від інших повістей, вирішення конфлікту тут комічне: на думку Ходасевича, це своєрідна «похвала дурості».

## Адаптації сюжету
- У 1913 році на екрани вийшов німий фільм Петра Чардиніна «Будиночок в Коломні», знятий за мотивами поеми.
- Ігор Стравинський на лібрето Бориса Кохна написав коротку комічну оперу «Мавра» (1922).